# Осоица
Осоица (болг. Осоица) — село в Болгарии. Находится в Софийской области, входит в общину Горна-Малина. Население составляет 519 человек (2022).

## Политическая ситуация
В местном кметстве Осоица, в состав которого входит Осоица, должность кмета (старосты) исполняет Димитр Стоянов Димитров (независимый) по результатам выборов правления кметства.
Кмет (мэр) общины Горна-Малина — Емил Христов Найденов Болгарская социалистическая партия (БСП) по результатам выборов в правление общины.